# スター!
『スター!』（英: Star!（Star! (film)英語版））
は、1968年に公開されたロバート・ワイズ監督、ジュリー・アンドリュース主演のミュージカル映画。20世紀フォックス配給。ブロードウェイの大女優として知られたガートルード・ローレンスの半生を描いた作品。
興行が失敗したことから、1969年には上映時間を175分から120分に短縮し「Those Were the HappyTimes」と改題してリバイバル公開された。

## ストーリー
概要
ガートルード本人も、自覚していない求めていた「しあわせ」を、つかむまでの物語と言えよう。
120着を超える衣装、1920、30年代を、あますことなく伝える、映像（資料（ニュース）映像なども含む）に、セットなど、絢爛豪華な伝記ミュージカル映画作品。ガートルードが、出演している舞台など、当時の大ヒット曲（ジョージ・ガーシュウィン、コール・ポーター、クルト・ヴァイル、ノエル・カワードなど）楽曲も満載である。
英国育ち、女優でもあり、ミュージカル界の大スターでもあるジュリー・アンドリュースの真骨頂とも言える作品である。
ドキュメンタリー風なシーンは、スクエア画面。
物語は、シネマスコープで撮影、描かれる。

あらすじ
1920年代、舞台、銀幕などで大活躍の
伝説の大女優、ガートルード・ローレンスの半生を描く、伝記ミュージカル映画である。
映像は、劇場スタイルと同じく、「序曲」から、はじまり、ドキュメンタリー風画面、楽曲「スター！」から、物語がはじまる。ガートルードの幼少期などが、説明される。
シーンが、シネマスコープ画面に変わり、ガートルードに、製作者が、この通りか伝記が正しいかと、たずねるシーンになる。上映許可や意見をのぞむ製作者、ガートルードは「心の中までは、のぞかれたくないわ」とこたえる。
ロンドンの貧しい家庭に生まれたガートルード。あることから、父と別れ、そのことから、母から、舞台学校に、入学させてもらうことに、、
ノエル・カワードと出会い、カワードとは、生涯のかわらぬ公私ともに友人となる。
別れた父の一座のステージに立つことに、、そこから、やがて、ガートルードは、スター街道を歩むことに、、
ガーティー（ガートルードの愛称）が歌う楽曲ほかが、物語の進行と共に、名曲たちが、ちりばめられている。スター街道をあゆむこととなるきっかけのひとつ「バーリントン・バーティー」などである。
順調に、スターの道をあゆんでいるかにみえるガーーティー。
だが、お金の管理にうといガートルードは、借金問題から、裁判に、、
友人でもあるカワードから、生活をあらためなくては、、とアドヴァイスされるも、「死ぬほど、働けば、いいのでしょ」と、文字通り、映画出演に、CM（商品開発）に、ダンスマラソンに、、働き続け、ついに、倒れてしまう。
最愛の娘との関係も、うまくいかずに、、
お酒を飲みすぎてしまうガートルード。
そんな時、一見、失礼なものの言い方、態度をとる演劇に関心を持つ銀行家リチャード・アルドリッチとふたたび出会う。
自分でも、気づいていなかった孤独やさみしさを、、その言葉から、突きつけられるガートルード。
リチャードは、「ひばり」という作品に、アドヴァイスが欲しかっただけという。そんなリチャードが、気にかかるガーティー。
相性のまったく合わないと思われる2人であるが、ノエルとの電話中に、突然、プロポーズされ、ガートルードは、大笑いをしてしまう。
そんなリチャードのプロポーズを、ノエルは、彼独特の表現で、褒めちぎる。
レディ・イン・ザ・ダークの出演を揶揄されるガートルード。持ち前のユーモアでものともせず、、様々な困難をも、乗り越えていく。
だが、ノエルは、そんなガーティーにも、トラブル続きなのではないか、仕事漬けなのではないかと、心配が絶えない。
物語の進行とかさなる「マイ・シップ」ほかが、歌われる。
大問題なのは、楽曲「ジェニー」である。不安でいっばいのガーティーをリチャードは、うまくみちびくことに成功する。
リチャードとノエルの応援もあり、舞台で「ジェニー」は、大成功。
リチャードとガートルードの結婚式のシーンになり、、
製作者が、この通りか、ガートルードに、たずねる。
リチャードとガートルード。
2人の結婚についての会話で
物語のしめくくりとなり、、
（エンド）クレジットが重なる。

## ミュージカル・ナンバー（劇中曲）
A面
1 Overture
(Medley ：Star!/Someone to Watch Over Me/Jenny/Dear Little Boy/Limehouse Blues)
序曲
2 Star!
スター！
3 Piccadilly
ピカデリー
4 In My Garden of Joy
喜びの庭で（歓びの園）
5 Oh, it's a Lovely War
すてきな戦争
6 N' Everything
すべてのものに
7 Burlington Bertie from Bow 
Burlington Bertie 英語版
バーリントン・バーティー（バウから来たバーリントン・バーティー）
8 Parisian Pierrot
パリのピエロ（パリジャン・ピエロ）
9 Limehouse Blues
ライムハウス・ブルース
B面
1 Someone to Watch Over Me
サムワン・トゥ・ウォッチ・オーバー・ミー
見守ってくれるひと（誰かが私を見つめてる）
2 Do, Do, Do
ドゥー・ドゥー・ドゥー
3 Dear Little Boy (Dear Little Girl)
いとしい人よ（ディア・リトル・ガール）
4 Has Anybody Seen our Ship?
だれか船をみたかしら？
5 Someday I'll Find You
いつかあなたを•••（いつの日か貴方に…）
6 The Physician
素敵なお医者様（お医者さん）
7 My Ship英語版
マイ・シップ（私のお船）
8 The Saga of Jenny英語版
ジェニー（ジェニーの一生）
- Twentieth Centuty Fox Fanfare With CinemaScope Extension
- Forbidden Fruit
- Star! (Extended Single Version）

Extended Version（CD） に収録

## エピソード
エピソードなどを記述
- 楽曲「バーリントン・バーティー」では、ジュリーにとり、難挑戦であったことが、監督、振付家ほか、、ジュリー本人により、語られている。この曲も、「スター！」出演前から、（ジュリーのアルバムや（レコード））に、レコーディングされていたと語られている。[4]
- ガーティーが、お酒を飲みすぎ、思いがけず、失礼な行動などをとってしまうシーンでは、あまりお酒を飲まぬジュリーにとり、難しいシーンではなかったかと、監督が語る。カメラトラブルにより、取り直しとなり、、ジュリー本人は、とても出来ないと思ったが、ラッキーなことに、再撮影も成功したと語っている。
- ドキュメンタリーシーンでは、初めアニメで描くという企画もあり、最終的に、スクエア（白黒（セピア色）風）画面に、決定したと監督が語っている。
  - ドキュメンタリーシーンでは、スクエア画面。物語では、シネマスコープ撮影が、この作品の特徴でもあり、映画に効果を与えている。
- 楽曲「ライムハウス・ブルース」では、映画ならではの工夫があり、入念な振付などの練習、カメラなどのリハーサルが、行われたと語られている。
- チャリティーや故国のためにはたらくことを、忘れないガートルードの一面も描かれている。
- 仮装パーティのシーンでは、みなに、ローマ風の仮装をと言っておき、自分だけは、フランス風の仮装というガーティーのおちゃめな一面も描かれる。
- 劇中劇「私生活」、ガーティーとノエルの場面では、観客がいない舞台で、演技をしなければならず、リズム（間（ま））がつかめず、とても困ったと、明かされている。
- その舞台「私生活」のことを2人が、海上で、泳いだりしながら、話す撮影シーンでは、リハーサルも含め、血の気がひくほど、寒かったと語られている。
- 裁判所に出向き、絶対に、話してはいけないと、言い含められたガーティーが、つい話してしまうシーンでは、ジュリーのアイディアをとり入れたと、監督が、語っている。
- 楽曲「マイ・シップ」の話題では、スター！の出演前から、ジュリーが、レコーディングをしていたことに、監督が、驚いたことや、ジュリーが、お気に入りの曲のひとつであることも、語られる。
  - 「マイ・シップ」は、NHKハイビジョン収録のコンサートでも、アンドレ・プレヴィンのピアノ演奏で、歌唱されている。[5]形を変え、何度か放送、再放送されている。
- 楽曲「ジェニー」では、振付家のアイディアなどにより、、アクロバット的な動き、サーカスが表現されていることからも、軽業などが、披露されている。ジュリーにとり、初めての動き（ダンス表現）だったことも、明かされている。
- 1993年には、映画公開から、25周年をむかえ、記念式典も行われている。DVD「スター！」特別編に、その模様が、収録されている。

## キャスト
| 役名                     | 俳優                     | 日本語吹替 |
| ------------------------ | ------------------------ | ---------- |
| ガートルード・ローレンス | ジュリー・アンドリュース | 武藤礼子   |
| リチャード・アルドリッチ | リチャード・クレンナ     | 仁内達之   |
| アンソニー・スペンサー卿 | マイケル・クレイグ       | 黒沢良     |
| ノエル・カワード         | ダニエル・マッセイ       | 納谷悟朗   |
| チャールズ・フレイザー   | ロバート・リード         |            |
| アーサー・ローレンス     | ブルース・フォーサイス   |            |
| ローズ                   | ベリル・リード           |            |
| ジャック・ローパー       | ジョン・コリン           |            |
| アンドレ・シャルロ       | アラン・オッペンハイマー |            |
| デビッド・ホルツマン     | リチャード・カーラン     |            |
| ダン                     | J・パット・オマリー      |            |
| 宮内長官助手             | バーナード・フォックス   |            |
| ホステス                 | アンナ・リー             |            |
| レポーター               | トニー・ロビアンコ       |            |

- 日本語吹替：テレビ版・初回放送1974年11月25日『月曜ロードショー』※DVD収録

## スタッフ
- 監督：ロバート・ワイズ
- 製作：ソウル・チャップリン
- 脚本：ウィリアム・フェアチャイルド
- 撮影：アーネスト・ラズロ
- 特殊効果：L・B・アボット
- 編集：ウィリアム・レイノルズ
- 作詞：サミー・カーン
- 作曲：ジェームズ・ヴァン・ヒューゼン
- 音楽：レニー・ヘイトン

## 受賞歴
- 第26回ゴールデングローブ賞 - 助演男優賞（ダニエル・マッセイ）
- 第41回アカデミー賞では、受賞はなかったもののアカデミー助演男優賞など7部門で候補となった。

## 主な録音、出版物など

### レコード
- LP スター！ オリジナルサウンドトラック 2枚組（SWG-7114/20th Century Fox Records)

ほか

### CD
- CD スター！ オリジナルサウンドトラック

Extention（バージョン）
本編（映画）とは、異なるバージョンも収録

ほか

### ビデオ
- VHS スター！

ほか

### LD
- レーザーディスク スター！2枚組（PILF-2495/1998年08月21日）

### DVD
- スター！
- スター！ 特別編（FXBQG-1180/2011年）[9]
  - 本編
  - 字幕 日本語 英語 吹替用字幕 字幕オフ
  - 音声 英語 5.0ch DTS/サラウンド 日本語 モノラル
  - 映像特典 ほか

・監督/スタッフ/出演者による音声解説
・「スター！」ミュージアム:甦る伝説
・ドキュメンタリー:「スター！」伝説の歌声
・25周年記念:シルバー・スター！
・スクリーンテスト
・劇場予告編集
・TVスポット集
・スティル・ギャラリー
ほか